# Макеево (Орловская область)
Маке́ево — село в Кромском районе Орловской области России. 
Входит в Короськовское сельское поселение в рамках организации местного самоуправления и в Короськовский сельсовет в рамках административно-территориального устройства. 

## География
Расположено на берегу Оки.

## Население
| 2002 | 2010 |
| ---- | ---- |
| 260  | ↘233 |

Согласно результатам переписи 2002 года, в национальной структуре населения русские составляли 95 % от жителей.